# Malcolm Subban
Malcolm-Jamaal Justin Subban, född 21 december 1993, är en kanadensisk professionell ishockeymålvakt som är kontrakterad till Buffalo Sabres i National Hockey League (NHL) och spelar för Rochester Americans i American Hockey League (AHL).
Han har tidigare spelat för Boston Bruins, Vegas Golden Knights och Chicago Blackhawks i NHL; Providence Bruins och Rockford Icehogs i AHL samt Belleville Bulls i Ontario Hockey League (OHL).
Subban draftades av Boston Bruins i tredje rundan i 2012 års draft som 24:e spelare totalt. I september 2012 skrev han ett treårigt kontrakt med Bruins.
Han representerade det kanadensiska herrjuniorlandslaget i ishockey vid Junior-VM i Ryssland 2013.
Han är bror till P.K. Subban.